# 長野県道367号信濃浅野停車場線
長野県道367号信濃浅野停車場線（ながのけんどう367ごう しなのあさのていしゃじょうせん）は、長野県長野市を走る一般県道。

## 概要

### 路線データ
- 起点：長野市豊野町浅野（JR飯山線信濃浅野駅）
- 終点：長野市豊野町浅野（長野県道399号長野豊野線交点）

## 交差・接続する道路
- 長野県道399号長野豊野線 - 長野市豊野町浅野（終点）